# ストレート・シューター
『ストレート・シューター』（Straight Shooter）は、バッド・カンパニーが1975年に発表した2作目のアルバム。

## 解説
アルバムのジャケット・デザインはヒプノシスによる。本作からは、「グッド・ラヴィン」（全英31位・全米36位）、「フィール・ライク・メイキン・ラヴ」（全英20位・全米10位）がシングル・ヒットした。
ポール・ロジャースは、ソロ・アルバム『クロニクル』（1994年）で、本作収録曲「フィール・ライク・メイキン・ラヴ」をセルフ・カヴァーしており、同ヴァージョンにはアンディ・サマーズがゲスト参加している。
「シューティング・スター」は、2008年に音楽ゲーム『ロックバンド2』で使用された。

## 収録曲
1. グッド・ラヴィン - "Good Lovin' Gone Bad" (Mick Ralphs) - 3:35
2. フィール・ライク・メイキン・ラヴ - "Feel Like Makin' Love" (Paul Rodgers, M. Ralphs) - 5:12
3. ウィープ・ノー・モア - "Weep No More" (Simon Kirke) - 3:59
4. シューティング・スター - "Shooting Star" (P. Rodgers) - 6:14
5. ディール・ウィズ・ザ・プリーチャー - "Deal with the Preacher" (P. Rodgers, M. Ralphs) - 5:01
6. ワイルド・ファイアー・ウーマン - "Wild Fire Woman" (P. Rodgers, M. Ralphs) - 4:32
7. アンナ - "Anna" (S. Kirke) - 3:41
8. コール・オン・ミー - "Call on Me" (P. Rodgers) - 6:03

## カヴァー
- フィール・ライク・メイキン・ラヴ
  - アンディ・テイラー - 『Dangerous』（1990年）
  - キッド・ロック - 『Kid Rock』（2003年）

- シューティング・スター
  - アイスド・アース - 「The Melancholy E.P.」（1999年）[8]

- ディール・ウィズ・ザ・プリーチャー
  - ジョー・リン・ターナー - 『Under Cover』

## 参加ミュージシャン
- ポール・ロジャース - ボーカル
- ミック・ラルフス - ギター
- ボズ・バレル - ベース
- サイモン・カーク - ドラムス